# Stelis pachypus
Stelis pachypus är en orkidéart som beskrevs av Friedrich Carl Lehmann och Friedrich Fritz Wilhelm Ludwig Kraenzlin. Stelis pachypus ingår i släktet Stelis och familjen orkidéer. Inga underarter finns listade i Catalogue of Life.